# Geophilus geronimo
Geophilus geronimo är en mångfotingart som först beskrevs av Chamberlin 1912.  Geophilus geronimo ingår i släktet Geophilus och familjen storjordkrypare. Inga underarter finns listade i Catalogue of Life.